# Јошо Дурбаба
Јошо Дурбаба (Ковачић, код Книна, 1. април 1920 — Београд, 2. април 2012) био је учесник Народноослободилачке борбе, генерал-мајор ЈНА и народни херој Југославије.

## Биографија
Рођен је 1. априла 1920. године у селу Ковачићу, код Книна. Пошто му је отац Јован умро док је још био мали, одрастао је с мајком. Основну школу је завршио у родном селу, а због недостатка материјалних средстава за даље школовање, у петнаестој години је отишао од куће у потрази за послом. Године 1936. се, као физички радник, запослио се на изградњи Унске пруге и на том послу је радио две године. Током рада на прузи дружио се са осталим радницима, преко којих се укључио у раднички покрет и постао члан УРСС-ових синдиката.
Одмах по избијању Априлског рата, 1941. године, Јошо је као добровољац ступио у 54. пешадијски пук, који је из Книна упућен на Задарски фронт. Учествовао је у борби коју су делови овог пука водили с Италијанима, код села Оћестова и на Старој Стражи. После капитулације Југословенске краљевске војске, Јошо је избегао заробљавање и с педесетак људи под оружјем се вратио у родно село.

### Народноослободилачка борба
Када је у јулу месецу 1941. године, избио устанак у Лици, Јошо се прикључио устаницима и 1. августа учествовао у нападу на усташе у селу Полачи, око Книна и Стрмице. Као изузетно храбар борац, био је веома поштован и цењен од својих ратних другова. После поделе устаничких снага на — партизане и четнике, крајем лета 1941. године, Јошо је пришао партизанима. Када су четници почели отворено да сарађују са Италијанима, Јошо је упадао на њихове зборове, које је држао четнички војвода поп Момчило Ђујић, иначе његов даљи рођак, и отворено иступао против њих. Септембра 1941. године, је са 12 бораца, уништио једну већу усташку групу у селу Крчићу.
Јануара 1942. године постављен је за командира Книнске партизанске чете. Са овом четом је учествовао је у многим борбама против четника и Италијана на сектору Книна и Босанског Грахова. Када је крајем 1942. године формирана Друга далматинске ударна бригада, Јошо је постављен за командира Треће чете Другог батаљона. Тих да је и примљен у чланство Комунистичке партије Југославије (КПЈ).
После неколико успешних акција које је извео, новембра 1942. године је постављен је за команданта Другог батаљона. После борби за ослобођење Ливна, децембра 1942, у којима је разбио усташе на Боровој глави, Јошо је упућен у Книнску Крајину са задатком да ради на формирању партизанских јединица и да сузбијању четнике организације. По доласку, за веома кратко време је успео да формира Кнински партизански батаљон, чији је био командант. Са овом својом јединицом, успео је да потисне четнике из знатног дела Книнске Крајине.
Јануара 1943. године, разбио је напад око 1.400 херцеговачких четника, под командом војводе Петра Баћевића, које су током Четврте непријатељске офанзиве, Италијани пребацили у Книнску Крајину. После ове борбе, Кнински партизански батаљон је ушао у састав Пете далматинске бригаде и учествовао у борбама у долини Неретве, а затим у преношењу непокретних рањеника преко Прења. Иако је, током ових борби био рањен, од непријатељске авијације, није хтео да напушта батаљон.
Његов батаљон је априла 1943. године, због попуњавања бригаде, пребачен у Трећу далматинску ударну бригаду. У борбама током Пете непријатељске офанзиве, Трећа далматинска бригада је изгубила велики број бораца, па је у јуну месецу била расформирана. Тада је Јошин батаљон ушао у састав Друге далматинске ударне бригаде. У борби коју је септембра 1943. године, на Чакору Друга далматинска бригада водила против делова 297. немачке дивизије и муслиманских балиста, Јошо је са својим Четвртим батаљоном, успео да на положају Сикирице, вештим маневром уништи 220 немачких војника и 7 официра и заплијени њихово наоружање. Сутрадан је, на поновљени напад Немаца, повео читав батаљон у противнапад и поново их разбио наневши им велике губитке.
Када је почетком марта 1944. године, Друга далматинска ударна бригада водила борбу против немачко-четничких снага око Драгаља и Црногорског Грахова, непријатељ је из више праваца концентрисао око 8.000 људи и напао партизанске позадинске јединице око Чева и Бате. У тој критичној ситуацији, у којој се нашла партизанска болница, Јоши је наређено да са својим батаљоном, разбије непријатеља. Појачан са још једним батаљоном, Јошо је одлучним нападом и маневром разбио непријатеља, који је тада имао 150 погинулих и 130 заробљених војника.
У јуну 1944. године, Јошо је са још неколико војних руководилаца упућен из Црне Горе у Осми далматински корпус и тамо распоређен за команданта Книнског партизанског одреда, који је имао три батаљона. Касније је био и заменик команданта бригаде и истакао се у завршним операцијама за ослобођење Југославије, а посебно се истакао у борбама за ослобођење Сушака и Ријеке.

### Послератни период
После ослобођења Југославије, Јошо је наставио професионалну каријеру у Југословенској народној армији (ЈНА). Завршио је Вишу војну академију ЈНА и положио испит за чин пуковника. Налазио се на дужности команданта пука и бригаде. У резерву је преведен у чину генерал-мајора. Од тада је био активни друштвено-политички радник — био је председник Општинског одбора СУБНОР-а Книн, члан Председништва СУБНОР-а за Далмацију, члан Савезног одбора СУБНОР-а Југославије, члан Комитета Савеза комуниста општине Книн и заступник у Сабору Социјалистичке Републике Хрватске.
У току Народноослободилачког рата (НОР), 1943. године му је погинула мајка, а током битке на Сутјесци му је рањен тада једногодишњи син Илија, који је изгубио око. Његова супруга Анђелка (1921—2009), такође је била учесница Народноослободилачке борбе. Има три сина — Илију, Радомира и Душана. Живео је на Новом Београду.
Умро је 2. априла 2012. године у Београду. Сахрањен је 6. априла у Алеји народних хероја на Новом гробљу у Београду.
Носилац је Партизанске споменице 1941. и других југословенских одликовања, међу којима су — Орден народне армије са ловоровим венцем, Орден за војне заслуге са великом звездом, Орден заслуга за народ са сребрним зрацима, Орден братства и јединства са сребрним венцем, Орден народне армије са златном звездом, два Ордена за храброст, Орден за војне заслуге са златним мачевима и два Ордена партизанске звезде са пушкама. Орденом народног хероја одликован је 27. новембра 1953. године.